# Коарктація аорти
Коаркта́ція ао́рти (лат. coarctatio aortae) — вроджена вада серця, при якій наявне звуження просвіту аорти, як правило, у протоковому її відділі.
Середня тривалість життя становить 35 років. Тому оперативне втручання рекомендується у 20-30 років. У поодиноких випадках хворі цією вадою доживають до 70-80 років.

## Історія
29 жовтня 1944 року шведський лікар Кларенс Крафоорд (Clarence Crafoord) вперше у світі здійснив операцію по усуненню коарктації аорти (КА) у 12-річного хлопчика та, пізніше, у 27-річного фермера

Американські хірурги Роберт Гросс (Robert Gross) та Чарльз Хафнагел (Charles Hufnagel), хоча й розпочали свої досліди по хірургічному усуненню КА у 1938 році, але першу успішну операцію Роберт Гросс виконав лише у липні 1945 року у 12-річної дівчинки.

Інший американський хірург Альфред Блелок (Alfred Blalock) у 1944 році, вивчаючи КА у тварин, виконав перший у світі підключично-аортальний анастомоз у собаки. Ця техніка виконання операції вперше була використана у клініці Мейо у 1947 році американським хірургом Клагеттом (Clagett) у пацієнта з дуже вираженою по довжині КА.

## Патоморфологія

### Асоціація з іншими вродженими вадами серця
- Майже 50 % пацієнтів з діагнозом КА мають бікуспідальний (двостулковий) аортальний клапан[5]
- Гіпоплазія дуги аорти
- Вентрикулосептальний дефект
- Атріосептальний дефект

## Ознаки та симптоми
Основним проявом хвороби слугує підвищення АТ у артеріях верхньої половини тіла та зниження його у артеріях нижніх кінцівок. При достатньо вираженому звуженні відмічаються пульсація в голові, головний біль, рідше нудота, блювання, порушення зору та підвищення тиску при його вимірюванні на руках. Водночас внаслідок нестачі кровопостачання ніг є онеміння, важкість, слабкість при ходьбі, зниження тиску при його вимірюванні на ногах. У зв'язку з цим у випадках гіпертонії неясного походження необхідно вимірювати тиск на руках і на ногах. Зазвичай одночасно визначаються нерізко виражені ознаки гіпертрофії та розширення лівого шлуночка, відносно невеликий систолічний шум у другому-четвертому міжребер'ї біля краю грудини та позаду між лопатками.
Про коарктацію аорти може також свідчити наявність колатералей у вигляді збільшених у об'ємі пульсуючих міжреберних артерій або у вигляді нерівностей контурів ребер внаслідок здавлення кісткової тканини артеріями. Ця вада може ускладнюватись мозковим інсультом на ґрунті артеріальної гіпертонії, а також раннім розвитком атеросклерозу аорти та коронарних артерій.

## Діагностика

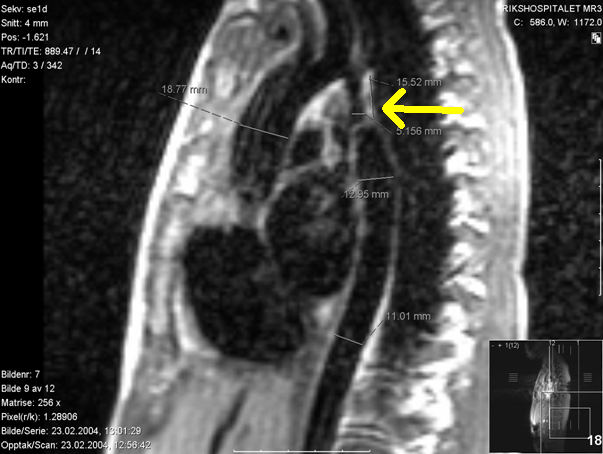
Магнітно-резонансна томографія: коарктація аорти у типовому місці із звуженням просвіту аорти до 5 мм

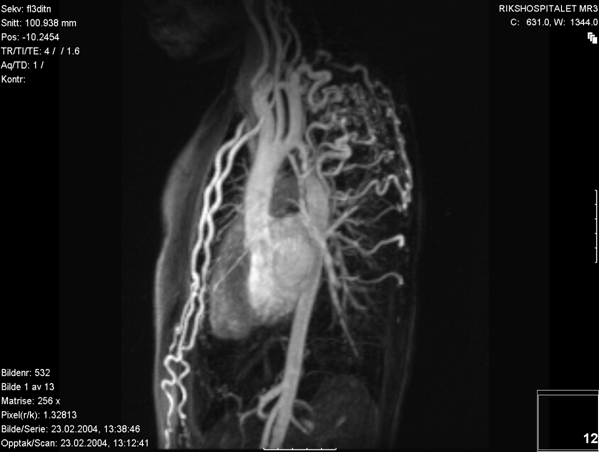
Магнітно-резонансна томографія: Розвиток артеріальних колатералей при коарктації аорти

- Оглядова рентгенографія органів грудної порожнини
- Електрокардіографія
- Ехокардіографія
- Рентгенконтрастна катетеризація порожнин серця та магістральних судин
- Магнітно-резонансна томографія

Дуже добре візуалізує артеріальні колатералі, особливо у дорослих пацієнтів

## Лікування

### Хірургічне
При наявності цієї вади серця консервативне лікування може лише тимчасово полегшити ситуацію, але не усунути джерело проблеми. Тому в більшості випадків показане хірургічне втручання. Сучасна медицина пропонує декілька способів лікування коарктації аорти: Резекція звуженої ділянки аорти і накладення анастомозу кінець в кінець — під час такої операції звужена ділянка аорти видаляється, а розрізані кінці аорти скріплюються один з одним.
Розширена операція, під час якої після резекції звуженої ділянки хірург з'єднує дугу аорти з низхідним відділом аорти, щоб уникнути рекоарктації.
Ангіопластика аорти клаптем лівої підключичної артерії — у цій процедурі ділянка лівої підключичної артерії (що постачає кров'ю ліву руку) використовується як клапоть для розширення звуженої ділянки аорти. Цей метод застосовується на дітях грудного віку, яким необхідна операція.
Аортопластика із застосуванням штучного трансплантата — у ході цієї операції хірург розрізає звужену ділянку аорти і розширює її за допомогою клаптя з синтетичного матеріалу.
Використання обхідного судинного шунта — коли довжина звуженої ділянки занадто велика, хірург виконає обхід звуження за допомогою спеціальної пластикової трубки (шунта), що з'єднує здорові ділянки аорти.
Балонна ангіопластика аорти — ця процедура виконується за допомогою катетера, через який вводиться спеціальний балон, який розширює звужену судину. Можливо також застосування стента з метою запобігання рекоарктації.